# خوسيه ألبرتو غارسيا
خوسيه ألبرتو غارسيا (بالإسبانية: José Alberto García)‏ (22 فبراير 1995 بمكسيكالي في المكسيك - ) هو لاعب كرة قدم مكسيكي في مركزي الوسط والهجوم. شارك مع منتخب المكسيك تحت 20 سنة لكرة القدم. أما مع النوادي، فقد لعب مع نادي تيخوانا ودورادوس سينالوا.

## وصلات خارجية
- خوسيه ألبرتو غارسيا على موقع قاعدة بيانات كرة القدم.إي يو (الإنجليزية)
- خوسيه ألبرتو غارسيا على موقع Soccerway.com (الإنجليزية)
- خوسيه ألبرتو غارسيا على موقع عالم كرة القدم.نت (الإنجليزية)
- خوسيه ألبرتو غارسيا على موقع AS.com (الإسبانية)